# Першопокровка
Першопокро́вка (укр. Першопокровка) — село в Нижнесерогозской поселковой общине Генического района Херсонской области Украины. Население по переписи составляло 830 человек. Почтовый индекс — 74712. Телефонный код — 5540. Код КОАТУУ — 6523884001. Расположено в 22 км. к северу от центра общины и в 13 км от железнодорожной станции Серогозы.
Возле с. Першопокровка берёт начало речка Большие Серогозы (Балка Большие Серогозы).

## История
- Село Першопокровка было основано в середине XIX века — 14 октября 1861 года и имело первоначальное название Покровка. Земли, на которых поселились первые поселенцы, принадлежали пану Курдубану. Местность эта называлась Каиш-Капкан, или Семимогилки. На картах «Шуберта — Тучкова» 1868 года Большой Каишкапканский под и Малый Каишкапканский под расположены на севере в восьми — десяти километрах от села (сейчас это территория с. Новопетровки). На этих картах также обозначено само село, как «Кол. (колония) Покровка», с 217 дворами.[1]
- Первыми поселенцами были крестьяне-беглецы из Бессарабии. Поселенцы, возле речки Сирагуз, селились группами по углах, которые позднее превратились в улицы и сохранили свои названия: Каирская (тут были выходцы из каир (бессарабских)), Карагизская (населяли карагметы), Канторская и Русская (четвертый угол был сборным, заселенный преимущественно крестьянами-беглецами из России).[2]
- Советская власть установлена в январе 1918 года. Первые ячейки созданы: партийная — в 1920, комсомольская — в 1921 году.
- C 1923 года село носит официальное название Першопокровка.
- Не обошли село массовые репрессии, осуществлявшиеся в СССР в 1930-е — 1950-е годы. Село пострадало в результате голодов 1932—1933 и 1946—1947 годов. Статистических данных о количестве пострадавших нет, однако, отдельные свидетельства очевидцев, которые проживали в то время в Першопокровке и в соседних сёлах, свидетельствуют об огромном голоде и большом количестве погибших от него.[3] [1]
- На фронтах Второй мировой войны сражались 407 местных жителей, 222 из них погибли, 161 — удостоен правительственных наград. В селе родился Герой Советского Союза Филипп Чепурин. Капитан Ф. Ф. Чепурин был командиром штурмового отряда при взятии Берлина, за проявленный героизм ему присвоено звание Героя Советского Союза. В период временной немецко-фашистской оккупации многие жители села были в партизанском отряде, которым руководили И. Д. Высочин и И. М. Куприй.
- В 1960 г. в селе воздвигнут памятник воинам, погибшим при освобождении Першопокровки. В 1969 г. сооружен обелиск Славы. На кладбище, что на южной окраине села, находится захоронение воинов погибших в годы Второй мировой войны, установлены имена 124 человек.[4]
- В с. Першопокровке во время войны находился 5238 полевой передвижной госпиталь. Врач воинской части Седин Василий Романович так и остался работать в Першопокровке. С 1949 года в этом селе открыт стационар сначала только на 5 коек, который позже превратился в участковую больницу. В 1997 году было закрыто стационар в участковой больнице. Помещение стационара Першопокровской участковой больницы передано под интернат для престарелых.[5]
- В Першопокровке находилася центральная усадьба колхоза им. Куйбышева, за которым было закреплено 8520 га сельскохозяйственных угодий, из них 8128 га пахотной земли, в том числе 600 га орошаемой. 60 га — под бахчевыми культурами, 48 га — под садами и виноградниками. Хозяйство занималося выращиванием зерновых культур и мясомолочным животноводством. За перевыполнение планов производства и продажи государству продукции сельского хозяйства в 1980 году колхоз награждён переходящим Красным знаменем ЦК КПСС, Совета Министров СССР, ВЦСПС и ЦК ВЛКСМ. Орденами и медалями отмечены 134 передовика сельского хозяйства, в том числе орденами Ленина и Октябрьской Революции — тракторист А. Е. Белоус, орденом Ленина — комбайнеры Е. С. Кривицкий и П. С. Ремишевский, орденом Октябрьской Революции — механизатор Д. К. 3арютин, орденом Трудового Красного Знамени —18 человек.[6] В конце 1990-х годов, в связи с распаеванием земель и имущества, колхоз им. Куйбышева прекратил своё существование. На его землях образовались сельскохозяйственные предприятия и фермерские хозяйства.

## Экономика и социальная жизнь
- В настоящее время в селе работают: учреждения торговли, фермерское хозяйство «Богдановское», ООО «Покровское», Коллективное сельхозпредприятие им. Куйбышева. Основой экономики сельхозпредприятий и фермерских хозяйств села является растениеводство: выращивание пшеницы, ячменя и подсолнечника. Домашние хозяйства заняты выращиванием овощей и злаковых культур на приусадебных участках, а также содержанием мясо-молочного скота и домашних птиц.
- Сельское коммунальное предприятие «Каиш» имеет 4 артезианские скважины. Построен и работает сельский водопровод длиной 18 км.
- В селе работают: общеобразовательная школа I—III степени, детский сад «Колокольчик», дом культуры, сельская библиотека.
- Богослужения проходят в Храме Покровы Пресвятой Богородицы.

## Люди
- Чепурин Филипп Фёдорович — Герой Советского Союза, уроженец с. Першопокровка.
- Орденами и медалями отмечены 134 передовика сельского хозяйства, в том числе орденами Ленина и Октябрьской Революции — тракторист А. Е. Белоус, орденом Ленина — комбайнеры Е. С. Кривицкий и П. С. Ремишевский, орденом Октябрьской Революции — механизатор Д. К. 3арютин, орденом Трудового Красного Знамени — 18 человек.[6]

## Старостат
74712, Херсонская обл., Нижнесерогозский р-н, с. Першопокровка, ул. Мира, 1